# Inter Groclin Auto
Groclin S.A. (wcześniej Inter Groclin Auto S.A.) – polski producent wyposażenia i akcesoriów samochodowych, głównie poszycia foteli, jak i samych foteli i fotelików samochodowych.
Początki przedsiębiorstwa sięgają rzemieślniczego zakładu tapicerskiego założonego przez Zbigniewa Drzymałę w Grodzisku Wielkopolskim w 1977 roku. 3 listopada 1997 nastąpiła zmiana formy prawnej spółki ze spółki z ograniczoną odpowiedzialnością na spółkę akcyjną, a w 1998 roku jej akcje weszły do publicznego obrotu na Giełdzie Papierów Wartościowych w Warszawie, wówczas na rynek równoległy. Obecnie wchodzi w skład indeksów WIG i WIG-PL.
W sierpniu 2006 r. spółka zatrudniała ponad 3100 osób i miała rynkową wartość ponad 300 mln złotych. Głównym akcjonariuszem spółki był założyciel i jej prezes Zbigniew Drzymała, posiadający 53,61% akcji i 63,70% głosów na WZA.
W latach 1996–2008 spółka była tytularnym sponsorem klubu piłkarskiego Dyskobolia Grodzisk Wielkopolski.
W 2013 r. nastąpiło połączenie Inter Groclin Auto S.A. z Kabel-Technik-Polska Sp. z o.o., a w 2014 r. zmiana nazwy na GROCLIN S.A.
W dniu 31.01.2019 r. GROCLIN S.A. sprzedał swój zakład w Grodzisku Wielkopolskim producentowi ekskluzywnych mebli ADRIANA i zamierza docelowo produkować tylko w swoich fabrykach na Ukrainie i w Bośni.